# Sacchetta
Sacchetta è una frazione del comune di Sustinente, in provincia di Mantova.

## Storia
Già alla fine del VI secolo era un'isola abitata da pescatori. I marchesi Cavriani, giunti a Mantova dalla Germania nell'XI secolo presero possesso del luogo che prese il nome di "Sacca dei Cavriani". Alla fine del XIII secolo Corradino II Cavriani edificò un prestigioso castello dotato di 13 torri e grandi giardini. Nel 1359 il feudo di Sacchetta venne dichiararo feudo imperiale  dall'imperatore Carlo IV di Lussemburgo.
Le continue inondazioni del XVIII secolo portarono all'abbattimento del maniero nel 1855 e con il materiale fu edificata Villa Malboni.

## Monumenti e luoghi di interesse
- Villa Malboni, edificata con i resti del Castello Maggiorasco, abbattuto nel 1855[4]
- Chiesa di Sacchetta, iniziata nel 1603 e terminata nel 1780